# Aubrey Anderson-Emmons
Aubrey Frances Anderson-Emmons (Santa Monica, 6 juni 2007) is een Amerikaanse actrice, vooral bekend voor haar rol als Lily Tucker-Pritchett in de ABC-serie Modern Family.
Samen met de cast van Modern Family is Anderson-Emmons zeven keer (opeenvolgend 2011-2017) genomineerd voor de Screen Actors Guild Awards in de categorie Outstanding Performance by an Ensemble in a Comedy Series. Deze prijs wisten ze drie keer (opeenvolgend 2012-2014) te winnen. In 2010 was de cast ook genomineerd, maar toen werd Lily nog afwisselend vertolkt door de tweeling Ella Hiller en Jaden Hiller.

## Filmografie

### Actrice
- Modern Family (2011-2020) als Lily Tucker-Pritchett
- Arthur (2016) als stemactrice
- Distance (2014) als Emma Stelzer

### Zichzelf
- Bill Nye Saves the World (2018)
- The Real (2018)
- Home & Family (2018)
- Paradise Run (2018)
- Beat Bobby Flay (2016)
- Q N' A with Mikki and Shay (2015)
- The World Dog Awards (2015)
- Jimmy Kimmel Live! (2013)
- Child Star Psychologist 2 with Kiernan Shipka (2013)
- Disney Parks Christmas Day Parade (2012)

## Trivia
- In 2011 werd ze de jongste persoon ooit die genomineerd is voor een Screen Actors Guild Award. Ze was toen amper vier jaar oud.
- Ze was de jongste ster op de rode loper van de Primetime Emmy Awards van 2012 en 2013.

- International Standard Name Identifier: 0000 0004 9996 1652
- Library of Congress Control Number: no2019001885
- Virtual International Authority File: 21154739810052991391
- WorldCat: E39PBJkp3f8J3B8WcPJT4TkkXd